# Cobra Starship
Cobra Starship war eine US-amerikanische Pop-Punk-Band, die vom ehemaligen Midtown-Bandmitglied Gabe Saporta gegründet wurde. Die Band bestand aus Gabe Saporta, Ryland Blackinton, Alex Suarez, Nate Novarro und Victoria Asher aka Vicky-T. Ihre Musik ist eine Mischung aus Alternative Rock und Pop-Punk mit elektronischen Klängen und Synthpop.

## Geschichte
Cobra Starship wurde 2005 vom ehemaligen Midtown-Leadsänger Gabe Saporta gegründet. Der Bandname stammt vom Aufdruck auf der Rückseite seiner Retrojacken. Er arbeitete gemeinsam mit William Beckett von The Academy Is..., Travis McCoy von den Gym Class Heroes, Pete Wentz von Fall Out Boy und Maja Ivarsson von The Sounds an einem Song für den Film Snakes on a Plane. Snakes on a Plane (Bring It!) erschien am 15. August 2006 auf dem Soundtrack zum Film.
Durch Austria’s Next Topmodel wurde die Single Good Girls Go Bad, die dort als Titelmusik verwendet wurde, in Österreich sehr bekannt. Der Song, auf dem die Schauspielerin Leighton Meester als Gastsängerin zu hören ist, befindet sich auf dem dritten Album Hot Mess. 2010 war Cobra Starship mit den deutschen Bands I Heart Sharks und One Night Stand! auf Deutschland-Tour.
Den kommerziell größten Erfolg hatten Cobra Starship mit dem Song You Make Me Feel.... der es auf Platz 7 der amerikanischen Billboard Hot 100, Platz 10 der Weltcharts und auf Platz 1 der Neuseeland-Charts schaffte. In Deutschland blieb der Song bisher erfolglos.
Im November 2015 gaben Cobra Starship offiziell ihre Auflösung bekannt. Im Oktober 2024 spielen Cobra Starship in Las Vegas auf dem When we were young Festival das erste Mal seit ihrer Auflösung.

## Diskografie

### Studioalben
| Jahr | Titel                                      | Höchstplatzierung, Gesamtwochen, AuszeichnungChartsChartplatzierungen (Jahr, Titel, Platzierungen, Wochen, Auszeichnungen, Anmerkungen) | Anmerkungen                            |
| Jahr | Titel                                      | US | Anmerkungen                            |
| ---- | ------------------------------------------ | --- | -------------------------------------- |
| 2006 | While the City Sleeps, We Rule the Streets | US125 (1 Wo.)US | Erstveröffentlichung: 10. Oktober 2006 |
| 2007 | ¡Viva La Cobra!                            | US80 (3 Wo.)US | Erstveröffentlichung: 23. Oktober 2007 |
| 2009 | Hot Mess                                   | US4 Gold · (8 Wo.)US | Erstveröffentlichung: 11. August 2009  |
| 2011 | Night Shades                               | US50 (2 Wo.)US | Erstveröffentlichung: 30. August 2011  |

### EPs
- 2010: I’m a Hot Mess, Help Me

### Singles
| Jahr | Titel Album                   | Höchstplatzierung, Gesamtwochen, AuszeichnungChartplatzierungen (Jahr, Titel, Album, Platzierungen, Wochen, Auszeichnungen, Anmerkungen) | Höchstplatzierung, Gesamtwochen, AuszeichnungChartplatzierungen (Jahr, Titel, Album, Platzierungen, Wochen, Auszeichnungen, Anmerkungen) | Höchstplatzierung, Gesamtwochen, AuszeichnungChartplatzierungen (Jahr, Titel, Album, Platzierungen, Wochen, Auszeichnungen, Anmerkungen) | Höchstplatzierung, Gesamtwochen, AuszeichnungChartplatzierungen (Jahr, Titel, Album, Platzierungen, Wochen, Auszeichnungen, Anmerkungen) | Anmerkungen                                               |
| Jahr | Titel Album                   | AT | CH | UK | US | Anmerkungen                                               |
| ---- | ----------------------------- | --- | --- | --- | --- | --------------------------------------------------------- |
| 2009 | Good Girls Go Bad Hot Mess    | AT37 (6 Wo.)AT | — | UK17 (4 Wo.)UK | US7 ×2Doppelplatin · (25 Wo.)US | Erstveröffentlichung: 11. Mai 2009 feat. Leighton Meester |
| 2009 | Hot Mess                      | — | — | — | US64 Gold · (5 Wo.)US | Erstveröffentlichung: 26. Oktober 2009                    |
| 2011 | You Make Me Feel… Night Shade | — | CH47 (11 Wo.)CH | UK16 Silber · (4 Wo.)UK | US7 ×3Dreifachplatin · (29 Wo.)US | Erstveröffentlichung: 10. Mai 2011 feat. Sabi             |

Weitere Singles
- 2006: Snakes on a Plane (Bring It)
- 2006: The Church of Hot Addiction
- 2007: Send My Love to the Dancefloor, I’ll See You in Hell (Hey Mr. DJ)
- 2007: The City Is at War
- 2007: Guilty Pleasure
- 2008: Kiss My Sass
- 2012: #1 Nite (feat. My Name Is Kay)
- 2012: Middle Finger (feat. Mac Miller)
- 2014: Never Been in Love (feat. Icona Pop)

## Auszeichnungen für Musikverkäufe
| Platin-Schallplatte - Australien - 2010: für die Single Good Girls Go Bad - Kanada - 2010: für die Single Good Girls Go Bad - Neuseeland - 2009: für die Single Good Girls Go Bad | 2× Platin-Schallplatte - Kanada - 2011: für die Single You Make Me Feel… 3× Platin-Schallplatte - Australien - 2012: für die Single You Make Me Feel… |

Anmerkung: Auszeichnungen in Ländern aus den Charttabellen bzw. Chartboxen sind in ebendiesen zu finden.
| Land/RegionAuszeichnungen für Musikverkäufe (Land/Region, Auszeichnungen, Verkäufe, Quellen) | Silber  | Gold     | Platin       | Verkäufe  | Quellen           |
| -------------------------------------------------------------------------------------------- | ------- | -------- | ------------ | --------- | ----------------- |
| Australien (ARIA)                                                                            | —       | —        | 4× Platin4   | 280.000   | aria.com.au       |
| Kanada (MC)                                                                                  | —       | —        | 3× Platin3   | 240.000   | musiccanada.com   |
| Neuseeland (RMNZ)                                                                            | —       | —        | Platin1      | 15.000    | radioscope.net.nz |
| Vereinigte Staaten (RIAA)                                                                    | —       | 2× Gold2 | 5× Platin5   | 6.000.000 | riaa.com          |
| Vereinigtes Königreich (BPI)                                                                 | Silber1 | —        | —            | 200.000   | bpi.co.uk         |
| Insgesamt                                                                                    | Silber1 | 2× Gold2 | 13× Platin13 |           |                   |

## Nominierungen
- MTV Video Music Awards 2009 – Best Pop Video & Best Direction in a Video